# 유철균
이인화(二人化, 1966년 1월 5일 ~ ) 또는 본명 유철균(柳哲鈞)은 대한민국의 소설가이며, 이화여자대학교 교수이다. 그가 집필한 작품 영원한 제국은 영화화되기도 하였다. 그가 정조에 관련된 책을 내면서 한국에서 정조에 대한 새로운 평가나 이론적 토대를 제공하게 했다는 견해도 있다. 필명은 염상섭의 소설 만세전의 등장인물에서 따왔다. 과거에는 필명으로 활동하면서 아버지 류기룡처럼 두음법칙을 적용하지 않은 명칭인 류철균을 본명으로 밝히고 활동하였으나, 현재는 두음법칙을 적용한 유철균으로 활동한다.

## 생애
1966년 대구광역시에서 태어나 1989년 서울대학교 국어국문학과를 졸업하였다. 대학교 재학 도중인 1988년 《양귀자론》을 문예지 《문학과 사회》에 발표하면서 데뷔하였다. 대학원 재학 중 1988년 소설 《내가 누구인지 말할 수 있는 자는 누구인가》으로 문예지 작가세계 문학상을 수상하였다. 이후 1993년 장편소설 《영원한 제국》을 발표하였고, 같은 해 베스트셀러가 되었다. 《영원한 제국》은 1995년 영화화되었다. 박사학위를 받기 전인 1995년 이화여대의 국어국문학과 전임강사로 초빙되어 부임하였고 2001년 서울대학교 대학원에서 '한국 현대 소설 창작론 연구'로 박사학위를 받았다.
박정희를 소설화한 대하소설 인간의 길을 집필했고, 이외에 <초원의 향기>, <시인의 별>, <하늘꽃>, <하비로>, <지옥설계도> 등의 소설을 발표했다. 추리소설 독자상, 오늘의 젊은 예술가상, 한중청년학술상, 이상문학상 대상, 21세기 문학상 우수상, 정보통신부 장관 표창 등을 수상했다. 2003년부터 디지털 게임에 몰두하여 디지털 스토리텔링 학회를 창립했다. 이후 이화여자대학교 융합콘텐츠학과(구 디지털미디어학부) 교수로 이직하여 현재 학부장으로 재직 중이다. 소설뿐만 아니라 영화, 게임 시나리오 집필등의 다양한 활동을 하고 있다.
설치미술 <아슈켈론의 개>, 창작 발레 <신시21>, 오페라 <눈물 많은 초인>, 경주문화엑스포 주제 동영상 <천마의 꿈> <토우대장 차차>, MMORPG <길드워(Guild Wars)>, 영화 <청연> 등의 시나리오를 썼다. 2013년 모바일 게임 <핑거스톤>을 개발했다. 2013년 1458편의 영화 애니메이션 데이터를 기반으로 사례기반추론(Case based reasoning)을 적용한 디지털 스토리텔링 저작도구 <스토리헬퍼>를 개발하여 지금까지 서비스하고 있다. 2014년 인공지능 스토리 자동생성 프로그램과 스토리 창작 지원 프로그램을 연구한 <스토리텔링 진화론>을 출간했다. 2016년 6월 2188개의 표제어를 담은 국내 최초의 <게임 사전:게임에 대해 알고 싶은 모든 것>을 책임집필해서 출간했다.

## 논란
2016년 12월 31일 박근혜-최순실 게이트를 수사 중인 박영수 특검은 강요, 업무방해, 공문서 위조 혐의로 이인화 교수를 긴급체포했다. 그가 조교에게 최순실의 딸인 정유라의 기말고사 답안지를 대리 작성하도록 강요했다는 의혹과 자신의 강의를 대리 수강하도록 했다는 의혹에 대해 특검은 증거인멸 우려가 있다고 판단하여 긴급체포의 이유를 밝혔다. 대법원에서 징역 1년에 집행유예 2년의 형이 확정되어 교수직에서 해임되었다.

## 수상
- 2015년 세종학술도서 우수도서 선정 <트랜스미디어 스토리텔링의 이해>
- 2014년 세종학술도서 우수도서 선정 <스토리텔링 진화론>
- 2014년 문화체육관광부장관 표창
- 2003년 정보통신부장관 표창
- 2000년 제24회 이상문학상
- 1996년 제1회 한중우호교류기금회 한중청년학술상
- 1995년 제3회 문화관광부 오늘의 젊은 예술가상
- 1994년 제3회 추리소설 독자상
- 1992년 제1회 작가세계문학상

## 같이 보기
- 정조
- 이덕일
- 영원한 제국

## 작품
소설
- 영원한 제국
- 인간의 길1,2
- 내가 누구인지 말할 수 있는 자는 누구인가
- 초원의 향기
- 시인의 별
- 하늘꽃
- 하비로
- 지옥설계도
- 스토리텔링 진화론

시나리오
- 청연
- MMORPG 길드워
- 모바일게임 핑거스톤